# Авестийский язык
Авести́йский язы́к (𐬎𐬞𐬀𐬯𐬙𐬀𐬎𐬎𐬀𐬐𐬀𐬉𐬥𐬀) — один из древнейших иранских языков, представленных письменными памятниками. Язык письменного памятника «Авеста» (от пехл. avastak «уложение»), представляющего собой свод религиозных текстов зороастризма. Примерно в 1-й половине 1-го тысячелетия до н. э. авестийский язык уже был мёртвым и использовался только как язык богослужения. Он используется и современными зороастрийцами — парсами в Индии и гебрами в Иране.

## Генетико-диалектологические сведения
Время бытования древнеиранского диалекта, послужившего базой для авестийского языка, можно приблизительно определить в диапазоне XVIII—IX вв. до н. э. Вероятным регионом его происхождения являются области Дрангианы, Ареи, Маргианы и Бактрии. Картина общества, нарисованная в «Авесте», указывает на то, что носители языка вели кочевой образ жизни к востоку от Каспия. Археологически этому обществу может соответствовать язская культура.
Представляется затруднительным однозначно отнести авестийский к западной или восточной группе иранских языков, так как в нём представлены дифференциальные лингвистические признаки, характерные для обеих этих групп. Однако в последнее время всё большее признание приобретает теория восточноиранского происхождения Авесты. В её пользу обычно приводятся следующие аргументы: географическая установка Авесты; связь эпических мотивов Авесты с восточноиранской эпической традицией; традиция парсов, связывающая выступления Заратуштры с территорией Бактрии; некоторые особенности языка Авесты, позволяющие связать его с древними языками Средней Азии — согдийским, бактрийским и хорезмийским.
Выделяются два диалекта авестийского языка, которые к тому же представляют два разных хронологических уровня: диалект Гат, или гатский (раннеавестийский), и позднеавестийский. В традиционном языке Гат выделяются две стилистические разновидности: метризованные песнопения, приписываемые самому основателю новой религии, пророку Заратуштре, и повествования, в которых содержатся легенды, сказания и мифы, являющие собой образцы устного народного творчества древних ираноязычных племен.
Язык Авесты — результат длительной традиционной устной передачи, а не чистый образец живого языка. Следовательно, текст сохраняется не в первоначальном виде, и имеет место тенденция бессознательного его приспособления к собственному диалекту.

## Алфавит
Впервые авестийские тексты были записаны при Аршакидах (около 100 г. н. э.) одним из алфавитов на арамейской основе, в котором не было знаков для гласных, а некоторые знаки для согласных могли передавать несколько звуков. Этот аршакидский текст до нас не дошёл, и многие исследователи вообще отрицают факт его существования[кто?].
Следующая — единственная бесспорная — кодификация Авесты была произведена при Сасанидах и завершена в конце IV — начале VI вв. Для этого был создан специальный алфавит на основе так называемого книжного пехлеви, то есть письма среднеперсидских рукописей, содержащего 16 знаков, которыми были записаны тексты Авесты. Сохранившиеся рукописи Авесты не старше XIII—XIV вв. (старейшая известная рукопись одной из частей Авесты датируется 1278-м годом).
Точное количество знаков авестийского алфавита варьируется в небольших пределах, в зависимости от школы переписчиков. В таблице знаков Х.Райхельта различается 51 знак: из них 3 лигатуры и 14 знаков для гласных. Такой огромный графический инвентарь был обусловлен потребностью в максимальной точности в произношении текста на уже мёртвом языке, на языке богослужения; большое количество графем и сочетаний графем отражали различные позиционные варианты тех или иных фонем.

## Типологическая характеристика

### Тип выражения грамматических значений и характер границы между морфемами
По типу выражения грамматических значений авестийский язык относится к синтетическим языкам. Грамматические значения выражаются с помощью флексий (в том числе и внутренних в именном склонении, явившихся результатом преобразования ступеней огласовок в атематических формах). Порядок следования морфем является фиксированным.

| zəm-e земля-SG.LOC |
| на земле           |

| pus-am венец-SG.ACC | bandaya-ta завязать.thematic-3.SG.Impf.Med |
| завязала себе венец |                                            |

В авестийском языке имеет место семантическая фузия: категория числа (единственное, двойственное, множественное) выражается у имен кумулятивно с родом и падежом, а в личных формах глаголов — с залоговыми и видо-временными значениями.

### Тип маркирования
Как в предикации, так и в именной группе маркирование зависимостное.
Именная группа
| puϑr-a сын-SG.NOM | ahur-ahe Ахур-SG.GEN |
| сын Ахура         |                      |

Предикация
| ārmaiti-š Армати-SG.NOM | mainy-ū дух-SG.INSTR | pərəsa-ite беседовать.thematic-3SG.Praes.Med |
| Армати с духом беседует |                      |                                              |

В глаголе выражается лицо субъекта, что, тем не менее, не является достаточным основанием говорить о двойном маркировании в предикации.

### Тип ролевой кодировки
Авестийский язык — язык номинативного строя. Падежом грамматического субъекта является номинатив, а прямого дополнения — аккузатив:
| kərəsasp-ō Крсасп-SG.NOM | ǰana-t убить.thematic-3SG.Impf.Act | snaviδk-əm Снавидка-SG.ACC |
| Крсасп убил Снавидку     |                                    |                            |

| hāu он. NOM            | xšaya-ta царствовать.thematic-3.SG.Perf.Act | paiti в | būm-īm земля-SG.ACC |
| он царствовал на земле |                                             |         |                     |

| y-ō который-SG.NOM | nōit NEG | pasčaē-ta спать.athematic-3.SG.Perf.Act |
| который не спал    |          |                                         |

### Базовый порядок слов
Порядок слов простого предложения относительно свободен. Базовым является порядок SOV. Связь слов в предложении определяется по их морфологическим признакам:
| mē я. DAT         | pita отец | draonō доля. SG.ACC | frə̄rənao-t дать.athematic-3SG.Impf.Act |
| отец мне долю дал |           |                     |                                        |

## Фонология
Фонологическая интерпретация авестийского языка представляет известные трудности, сопряженные с тем, что не всегда представляется возможным отличить факты фонетические от орфографических. Стоит учитывать и возможность ряда механических искажений и описок. К тому же сказываются разновременные напластования в фонетике в период устной передачи текста и в процессе письменной кодификации.
Для авестийского языка выделены две системы фонем: система Э. Бенвениста (считается, что она больше приближена к общеарийской и является более справедливой для раннего периода существования живого авестийского языка) и Г. Моргенстьерне (которая отражает состояние на момент письменной фиксации Авесты).

### Согласные
Таблица согласных фонем авестийского языка выглядит следующим образом:
|             | Губные   | Губные | Зубные | Зубные | Альвеолярные | Альвеолярные | Среднеязычные | Среднеязычные | Велярные | Велярные | Лабиовелярные | Лабиовелярные | Глоттальные | Глоттальные |
| ----------- | -------- | ------ | ------ | ------ | ------------ | ------------ | ------------- | ------------- | -------- | -------- | ------------- | ------------- | ----------- | ----------- |
| Носовые     |          | m /m/  |        | n /n/  |              |              |               | ń [ɲ]         |          | ŋ /ŋ/    |               | ŋʷ /ŋʷ/       |             |             |
| Смычные     | p /p/    | b /b/  | t /t/  | d /d/  |              |              | č /tʃ/        | ǰ /dʒ/        | k /k/    | g /ɡ/    |               |               |             |             |
| Щелевые     | f /ɸ, f/ | β /β/  | ϑ /θ/  | δ /ð/  | s /s/        | z /z/        | š /ʃ/         | ž /ʒ/         | x /x/    | γ /ɣ/    | xʷ /xʷ/       |               | h /h/       |             |
| Полугласные |          |        |        |        |              |              |               | y /j/         |          |          |               | w /w/         |             |             |
| Плавные     |          |        |        | r /r/  |              |              |               |               |          |          |               |               |             |             |

### Гласные
Долгота гласных является смыслоразличительным признаком, за исключением абсолютного исхода слов.

Инвентарь гласных фонем:
|                  | Переднего ряда | Переднего ряда | Среднего ряда | Среднего ряда | Заднего ряда | Заднего ряда |
| Краткие          | Долгие         | Краткие        | Долгие        | Краткие       | Долгие       |              |
| Верхнего подъёма | i /i/          | ī /iː/         |               |               | u /u/        | ū /uː/       |
| Среднего подъёма | e /e/          | ē /eː/         | ə /ə/         | ə̄ /əː/        | o /o/        | ō /oː/       |
| Нижнего подъёма  |                |                | a /a/         | ā /aː/        |              | å /ɒː/       |
| Носовые          |                |                | ą /ã/         |               |              |              |

Дифтонги: aē /ai/ — преимущественно в открытом слоге, ōi /ai/ — в закрытом слоге, āi, ao /au/, ə̄u /au/, āu.
Несущественной для смыслоразличения оказывается долгота гласных e, ə, о (ē, ə̄, ō — лишь варианты фонем).

### Слоги
Количественно преобладают открытые слоги. Основные типы слогов V, CV, реже — CCV: a-hu-rō 'Ахура', pi-tā 'отец'. Открытые слоги так же часты в конце, как и в середине слова.

Закрытые встречаются в любой позиции: as-ti 'есть', han-ja-ma-nəm 'собрание', Za-raϑ-ušt-rō 'Заратуштра'.

### Морфонологические чередования
Количественные чередования в виде исторического чередования фонем (огласовки) выступают одним из дополнительных средств именного и глагольного словообразования и словоизменения (в атематических парадигмах как имени, так и глагола). Чередование имеет место или в корневом слоге (если основа корневая), или в суффиксальном (если основа производная).

Три ступени чередования:

1) слабая, или нулевая;

2) гуна, или полная, также — средняя;

3) вриддхи, или долгая, усиленная.

Каждому классу грамматических форм предписывается та или иная ступень чередования. Исторически полная ступень чередования присутствовала по ударением, а слабая — без ударения.

### Тон и ударение
Авестийское письмо не сохранило каких-либо указаний на тон. Однако следует предполагать, что язык древнейших частей Авесты имел систему тонов, аналогичную древнеиндийской. Например, в Гатах наблюдается следующее: некоторые долгие слоги считаются в метре за два слога, и они оказываются как раз теми, которые имели в древних языках циркумфлексный тон. В дальнейшем, вероятно, происходило ограничение места тона. Вскоре он исчез, и развилось силовое ударение.

## Семантико-грамматические сведения

### Общая характеристика частей речи
В авестийском языке выделяются следующие семантико-грамматические разряды слов: существительные и прилагательные, числительные, наречия, местоимения, глагол; служебные части речи: частицы-предлоги-послелоги, союзы, собственно частицы (утвердительные, отрицательные, эмфатические).
По специфическим парадигмам вычленяются: глагол, существительные и прилагательные, личные и неличные местоимения.
Существительные и прилагательные на морфологическом уровне характеризуются одними и теми же категориями: рода, числа, падежа; на синтаксическом уровне различаются тем, что категория рода у прилагательных является зависимой. К прилагательным по формальным признакам можно отнести порядковые числительные, которые имеют общие с именем парадигмы склонения (числит. 'первый' восходит к прил. 'передний' fra-tara-).
Наречия неизменяемы.
Личные формы глагола характеризуются категориями лица, числа, наклонения, залога, видо-временной системой. Неличные формы глагола представлены отглагольными именами (причастие, инфинитив) и характеризуются как глагольными, так и именными категориями.

### Именные категории
- Категория рода (мужской, женский, средний) выражается двумя способами: противопоставлением типов основ или противопоставлением типов флексий; у атематических существительных и прилагательных также противопоставлением сильных и слабых форм (корневых огласовок). Совпадение форм номинатива-аккузатива в ед. числе у имен среднего рода в противоположность именам мужского и женского рода можно рассматривать как отражение противопоставления по одушевленности/неодушевленности.
- Падежные значения формально выражаются флексией и с помощью служебных слов (предлогов/послелогов) в сочетании с падежными формами. Восьмичленная оппозиция падежей: именительный, винительный, родительный, отложительный, дательный, инструментальный, местный, звательный. Сохраняется исторические противопоставление тематического и атематического типов склонения: противопоставление некоторых падежных окончаний; постоянство звукового облика тематической основы в парадигме склонения, чередование ступеней огласовок в атематическом типе.

#### Склонение имени
| Падеж         | норм.окончание ? | норм.окончание ? | норм.окончание ?  | a-основа (муж./ср.) | a-основа (муж./ср.)  | a-основа (муж./ср.)      |
| Падеж         | Ед.ч.            | Дв.ч.            | Мн.ч.             | Ед.ч.               | Дв.ч.                | Мн.ч.                    |
| ------------- | ---------------- | ---------------- | ----------------- | ------------------- | -------------------- | ------------------------ |
| Именительный  | -s               | -ā               | -ō (-as), -ā      | -ō (yasn-ō)         | -a (vīr-a)           | -a (-yasna)              |
| Звательный    | -                | -ā               | -ō (-as), -ā      | -a (ahur-a)         | -a (vīr-a)           | -a (yasn-a), -ånghō      |
| Винительный   | -em              | -ā               | -ō (-as, -ns), -ā | -em (ahur-em)       | -a (vīr-a)           | -ą (haom-ą)              |
| Творительный  | -ā               | -byā             | -bīš              | -a (ahur-a)         | -aēibya (vīr-aēibya) | -āiš (yasn-āiš)          |
| Дательный     | -ē               | -byā             | -byō (-byas)      | -āi (ahur-āi)       | -aēibya (vīr-aēibya) | -aēibyō (yasn-aēibyō)    |
| Отложительный | -at              | -byā             | -byō              | -āt (yasn-āt)       | -aēibya (vīr-aēibya) | -aēibyō (yasn-aēibyō)    |
| Родительный   | -ō (-as)         | -å               | -ąm               | -ahe (ahur-ahe)     | -ayå (vīr-ayå)       | -anąm (yasn-anąm)        |
| Местный       | -i               | -ō, -yō          | -su, -hu, -šva    | -e (yesn-e)         | -ayō (zast-ayō)      | -aēšu (vīr-aēšu), -aēšva |

### Глагольные категории
- Выделяются два залога: активный (переходное, совершаемое не для себя действие: bandayeti (*bandaya-it) 'связывает его') и медиальный (действие, которому подвергается субъект, или действие, совершаемое для себя: pasąm bandaya-ta 'завязала себе венец'). Формы с пассивным значением встречаются в аористе, также страдательное значение выражается при помощи пассивных причастий перфекта.
- Категория вида складывается из противопоставления трех типов основ: презентной (длительное, многократное действие), аористной (завершенное, однократное, мгновенное действие) и перфектной (результативность действия).
- Категория времени вторична по отношению к категории вида. Временные значения выявляются только в причастиях (будущего, настоящего и прошедшего времени) и в формах индикатива (настоящее, прошедшее, предпрошедшее время), остальные наклонения — вневременные. В личных формах глаголов категория времени выражается: противопоставлением основ (от аористной и перфектной — аорист, перфект, плюсквамперфект) и личных окончаний (первичные — настоящее время от презентной основы, вторичные — имперфект, аорист (сигматический и асигматический), плюсквамперфект от всех типов основ).
- Категория наклонения: индикатив, императив, оптатив, конъюнктив, инъюнктив.

## Лексика
Вся лексика общеарийского происхождения. На синхронном уровне трудно выявить заимствования из других иранских языков. Некоторые исследователи склонны видеть в ряде собственных имен в Гатах антропонимы скифского происхождения.
Авестийская лексика оказала большое влияние на языки народов, исповедовавших зороастризм. В современном персидском языке некоторые слова имеют авестийское происхождение, например آتش āteš «огонь» из авест. ātarš, بهشت behešt «рай» из авест. vahišta- (ahu-) «наилучший (мир)».